# Division de Mirpur Khas
La division de Mirpur Khas (en ourdou : میرپور خاص ڈویژن ou en sindi : ميرپور خاص ڊويزن) est une subdivision administrative de la province du Sind au Pakistan. Elle compte environ 4,2 millions d'habitants en 2017, et sa capitale est Mirpur Khas.
Comme l'ensemble des divisions pakistanaises du Sind, la subdivision a été abrogée en 2000 avant d'être rétablie en 2011 par le gouvernement provincial. Le district de Sanghar a quitté la division en 2014 pour être intégré dans la nouvelle division de Shaheed Benazirabad.
La division regroupe les districts suivant :
- district de Mirpur Khas
- district de Tharparkar
- district d'Umerkot